# Akarycydy
Akarycydy, środki roztoczobójcze – substancje chemiczne zabijające larwy oraz imagines roztoczy (Acari), a także niszczące ich jaja. Są one stosowane zwłaszcza do zwalczania tych gatunków roztoczy, które żerują na roślinach uprawnych. Niektóre z nich są jednak szkodliwe również dla różnych pożytecznych owadów (np. pszczół miodnych).
Najpopularniejsze akarycydy to: azobenzen, chlorofenson, dicofon oraz tetradifon.